# Tabanus otsurui
Tabanus otsurui är en tvåvingeart som beskrevs av Joshua R. Ogawa 1960. Tabanus otsurui ingår i släktet Tabanus och familjen bromsar. Inga underarter finns listade i Catalogue of Life.